# 青山元

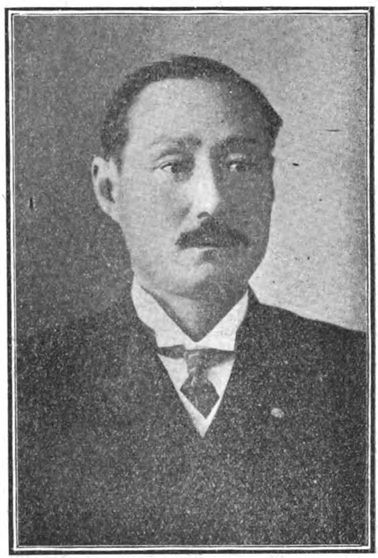
青山元

青山 元（あおやま はじめ、1857年9月20日（安政4年8月3日） - 1918年（大正7年）10月4日）は、明治から大正前期の農業技術者、政治家、華族。貴族院男爵議員、正四位勲三等。

## 経歴
越前国で福井藩士・青山貞の子として生まれる。父の死去に伴い、1898年（明治31年）12月5日、男爵を襲爵した。
慶應義塾に学び、のちに外国語学校、開成所を卒業。1880年（明治13年）駒場農学校を優で卒業。農務省を経て技手になる。東洋拓殖会社設立委員、農事に従事する。
1904年（明治37年）7月10日、貴族院男爵議員に選出され、死去するまで3期在任した。

## 親族
- 先妻：久寿恵（くすえ、中村貫一長女）[1]
- 後妻：シナ（楯田権平長女）[1]
- 養子：新吉（大迫尚敏二男）[1]
- 長女：華子（新吉夫人）[1]